# Richard Frąckowiak
Richard Frąckowiak, Richard Stanislaus Joseph Frackowiak (ur. 26 marca 1950 w Londynie) – brytyjski lekarz i naukowiec, neurolog, neurobiolog polskiego pochodzenia, jeden z pionierów techniki MRI i badacz plastyczności
mózgu, zajmujący m.in. stanowiska:
- Foundation Professor of Cognitive Neurology University College of London (1994–2009),
- dziekana i dyrektora Institute of Neurology UCL (1998–2002),
- wicerektora UCL (2002–2009),
- dyrektora Department des Sciences Cognitives DEC w École Normale Supérieure (Paryż) (2005–2009),
- dyrektora Wydziału Neurologii Klinicznej w Uniwersytecie w Lozannie,

oraz pełniący m.in. funkcje przewodniczącego Medical Sciences Committee w Science Europe i współprzewodniczącego The Medical Informatics Platform w Human Brain Project (Komisja Europejska).

## Życiorys

### Dzieciństwo i młodość
Ojciec walczył w czasie II wojny światowej na różnych frontach w szeregach 1 Dywizji Pancernej (ostatecznie w Normandii). Matka uczestniczyła w powstaniu warszawskim. Po jego upadku znalazła się w Konzentrationslager Bergen-Belsen. Gdy w kwietniu 1945 roku obóz został wyzwolony, pojechała do Anglii, gdzie mieszkała jej siostra. Tam poznała i poślubiła ojca.
Richard Frąckowiak urodził się w roku 1950 w Londynie. Uczył się języka polskiego w domu, a następnie w porannych polskich szkołach sobotnich (żartuje, że mówi językiem „staropolskim”). O studiach medycznych zaczął myśleć w wieku 14–15 lat, pod wpływem lekarza domowego – samotnego Polaka, również uczestnika powstania warszawskiego, który chętnie odwiedzał rodzinę Frąckowiaków. Często dzielił się on wstrząsającymi wspomnieniami ze szpitali powstańczych, co imponowało chłopcu.
W szkole Richard Frąckowiak lubił lekcje biologii, chemii i fizyki. Po bardzo dobrze zdanych egzaminach rozpoczął studia medyczne w Cambridge (Peterhouse), a następnie studiował przez trzy lata na University College London (UCL). Bardzo wcześnie zafascynowały go problemy mózgu.

### Praca zawodowa
Po zakończeniu studiów był nadal związany z UCL, gdzie zajmował się przede wszystkim neurologicznymi technikami badawczymi (zob. tomografia komputerowa, spektroskopia magnetycznego rezonansu jądrowego, obrazowanie metodą rezonansu magnetycznego)
W roku 1979 został włączony do badań w Medical Research Council, wykonywanych w londyńskim Hammersmith Hospital z użyciem instalowanego w tym czasie, jednego z pierwszych w Wielkiej Brytanii, skanera pozytonowej tomografii emisyjnej (PTE). Pracami kierował prof. Terry Jones.
W roku 1995, jako profesor neurologii poznawczej, założył w Instytucie Neurologii UCL Functional Imaging Laboratory, które później nazwano Wellcome Trust Centre for Neuroimaging. Zajmował się intensywnie udoskonalaniem technik MRI. Szczególnie duży rozgłos zyskały prace dotyczące zmian budowy mózgu londyńskich taksówkarzy (hipokamp i powiązane rejony kory), związanych z nieustannym treningiem orientacji przestrzennej w mieście (zob. GPS mózgu). W kolejnych latach Richard Frąckowiak (wraz z zespołem centrum) koncentrował się na badaniach procesu odbudowy struktury mózgu po urazach (zwłaszcza udarach) oraz na przebiegu i terapii wyniszczających zwyrodnieniowych chorób układu nerwowego, takich jak pląsawica Huntingtona i choroba Alzheimera, zwracając szczególną uwagę na możliwości jak najwcześniejszej diagnozy.
Richard Frąckowiak jest organizatorem i kierownikiem międzynarodowych zespołów badawczych. Utworzył nową Klinikę Neuronauk na Uniwersytecie w Lozannie – został dyrektorem Department of Clinical Neuroscience i kierownikiem Service of Neurology w CHUV University Hospital (Centre Hospitalier Universitaire Vaudois). Był też dyrektorem Department des Sciences Cognitives DEC w École Normale Supérieure (Paryż) (2005–2009).
Pełni funkcje przewodniczącego Medical Sciences Committee w Science Europe i współprzewodniczącego The Medical Informatics Platform w Human Brain Project (Komisja Europejska). Jest redaktorem naczelnym czasopisma Current Opinion in Neurology. Należy do międzynarodowego jury Neuropsychology Prize.
Na początku roku 2015 stał się przedmiotem zainteresowania mediów sportowych, jako lekarz kierujący zespołem medycznym, opiekującym się Michaelem Schumacherem, po jego ciężkim wypadku narciarskim w grudniu 2013 roku
Utrzymuje kontakty z Polską. W kwietniu 2011 roku był np. gościem IV Neurokonferencji, organizowanej przez studenckie koło naukowe Neuronus (UJ Kraków). Od roku 2013 jest członkiem zagranicznym Polskiej Akademii Nauk (Wydział V Nauk Medycznych).

## Publikacje (wybór)
Richard Frąckowiak jest m.in. współautorem książek Human Brain Function (2 wyd. 2003) oraz Brain Mapping: The Disorders. Jest też autorem lub współautorem ponad 400 artykułów naukowych w prestiżowych czasopismach specjalistycznych; należy do najczęściej cytowanych autorów na świecie (ok. 6500 cytowań rocznie, w roku 1990 – czwarte miejsce w Wielkiej Brytanii). 

Spośród artykułów wyróżniane są:
- Klöppel S., Stonnington C.M., Petrovic P., Mobbs D., Tüscher O., Craufurd D., Tabrizi S.J., Frackowiak R.S.J. (2010), Irritability in pre-clinical Huntington's disease. Neuropsychologia 48, 549–557
- Stonnington C.M., Chu C., Klöppel S., Jack Jr C.R., Ashburner J., Frackowiak R.S.J. (2010), Predicting clinical scores from magnetic resonance scans in Alzheimer's disease. NeuroImage 51, 1405–1413
- Kloppel S., Mangin J.F., Vongerichten A., Frackowiak R.S.J., Siebner H.R. (2010), Nurture versus Nature: Long-term impact of forced right-handedness on structure of pericentral cortex and basal ganglia. J Neurosci. 30, 3271–3275
- Mckay L.C., Critchley H.D., Murphy K., Frackowiak R.S.J., Corfield D.R. (2010), Sub-cortical and brainstem sites associated with chemo-stimulated increases in ventilation in humans NeuroImage 49, 2526–2535
- Basile B., Mancini F., Macaluso E., Caltagirone C., Frackowiak R.S.J., Bozzali M. (2010), Deontological and altruistic guilt : evidence for distinct neurobiological substrates. Hum Brain Mapp. e-pub Apr 16
- Ward NS, Bestmann S, Hartwigsen G, Weiss MM, Christensen LOD, Frackowiak RSJ, Rothwell JC, iebner HR. (2010), Low-frequency transcranial magnetic stimulation over left dorsal premotor cortex improves the dynamic control of visuospatially cued actions. J Neurosci. 30, 9216–9223
- Reverberi C., Cherubini P., Frackowiak R.S.J., Caltagirone C., Paulesu E., Macaluso E. (2010), Conditional and syllogistic deductive tasks dissociate functionally during premise integration. Hum. Brain. Mapp. 31, 1430–1445
- Tan G.C.Y., Doke T.F., Ashburner J., Wood N.W., Frackowiak R.S.J. (2010), Normal variation in fronto-occipital circuitry and cerebellar structure with an autism-associated polymorphism of CNTNAP2. NeuroImage 53, 1030–1042
- Morillon B., Lehongre K., Frackowiak R.S.J., Ducorps A., Kleinschmidt A., Poeppel D., Giraud A.-L. (2010), Neurophysiological origin of human brain asymmetry for speech and language. PNAS 107, 18688–18693
- Draganski B., Martino D., Cavanna A.E., Hutton C., Orth M., Robertson M.M., Critchley H.D., Frackowiak R.S.J. (2010), Multispectral brain morphometry in Tourette syndrome persisting into adulthood. Brain e-pub Nov 10
- Knyazeva M.G., Carmeli C., Fornari E., Meuli R., Small M., Frackowiak R.S.J., Maeder P. (2010), Binding under conflict conditions: state and space analysis of multivariate EEG synchronization. J Cogn Neurosci. e-pub Oct 14

## Stowarzyszenia naukowe
Na liście stowarzyszeń, do których należy Richard Frąckowiak, znajdują się:
- National Academy of Sciences, Institute of Medicine (IOM)
- Academia Europaea
- Belgische Vereniging voor Neurologie
- Académie Royale de Médecine de Belgique
- Canadian Neurological Society
- Académie Nationale de Médecine (współpracownik zagraniczny)
- Société Française de Neurologie (członek honorowy zagraniczny)
- American Neurological Association (członek honorowy)
- Polska Akademia Nauk (członek zagraniczny)

## Odznaczenia i wyróżnienia
Otrzymał m.in.:
- 1987 – Fellow of the Royal College of Physicians (FRCP)
- 1996 – Wilhelm Feldberg Prize,
- 1997 – Ipsen Prize[16][5] za „Brain maps and their plasticity” (António Damásio, Richard Frackowiak, Michael Merzenich)[9]
- 1998 – Fellow of Academy of Medical Sciences (FAMS)
- 1999 – tytuł Doctor honoris causa Université de Liège
- 2004 – Klaus Joachim Zulch Prize (z Nikosem Logothetisem)